# Cidariophanes incondita
Cidariophanes incondita är en fjärilsart som beskrevs av Paul Dognin 1900. Cidariophanes incondita ingår i släktet Cidariophanes och familjen mätare. Inga underarter finns listade i Catalogue of Life.